# 福岡市立舞鶴小中学校
福岡市立舞鶴小中学校（ふくおかしりつ まいづるしょうちゅうがっこう）は、福岡県福岡市中央区舞鶴二丁目にある公立の小学校・中学校である。
2014年（平成26年）4月に福岡市立大名小学校、福岡市立簀子小学校、福岡市立舞鶴小学校、福岡市立舞鶴中学校を統合して創立した小中併設校で、施設一体型の小中連携教育を実施し、校長は小中学校兼任。なお、条例上は「福岡市立舞鶴小学校」と「福岡市立舞鶴中学校」の2つに分かれており、舞鶴小学校は3校の統合による新設校、舞鶴中学校は既存校の移転として位置づけられている。

## 通学区域
中央区の以下の地区。
| - 港一丁目 - 港二丁目 - 港三丁目 - 大手門二丁目 - 大手門三丁目 - 荒戸一丁目 - 荒津一丁目 - 荒津二丁目 - 大名一丁目 - 大名二丁目 - 天神一丁目 - 天神二丁目 - 天神三丁目 - 天神四丁目 | - 天神五丁目 - 那の津一丁目 - 那の津二丁目 - 那の津三丁目 - 那の津四丁目 - 那の津五丁目 - 長浜一丁目 - 長浜二丁目 - 長浜三丁目 - 舞鶴一丁目 - 舞鶴二丁目 - 舞鶴三丁目 - 西公園1,2番 |

福岡市の中心市街地である天神・大名地区のほか、昭和通り北側の舞鶴・大手門地区、博多港港湾地域の那の津・長浜・港・荒津地区を校区とする。かつての大名小学校の校区であった天神・大名地区は人口分布のドーナツ化や単身者の居住者の増加により児童・生徒数が減少したため、大名小学校を含む4校が統合され新設された。
学校は旧舞鶴小学校の跡地にあり、福岡市地下鉄空港線赤坂駅3番出口より北に徒歩10分の場所に位置する。

### 校区内の主な施設
- 天神・大名地区の各種施設（詳細はそれぞれの記事を参照）
- 福岡高等検察庁
- 福岡市消防局
- 福岡法務局
- 福岡市中央卸売市場鮮魚市場
- 福岡県立美術館
- 福岡市民ホール
- 福岡競艇場
- 福岡市地下鉄空港線 大濠公園駅

### 校区が隣接する小・中学校
- 福岡市立博多小学校
- 福岡市立春吉小学校
- 福岡市立警固小学校
- 福岡市立赤坂小学校
- 福岡市立当仁小学校
- 福岡市立福浜小学校
- 福岡市立博多中学校
- 福岡市立春吉中学校
- 福岡市立警固中学校
- 福岡市立当仁中学校

## 校歌
- 舞鶴小学校校歌 〜明日へ〜（作詞：吉野美智子、作曲：亀山みゆき）
- 舞鶴中学校校歌（作詞：山田繁雄、作曲：森脇憲三）